# Megophrys gigantica
Espèce
Synonymes
- Megophrys giganticus Liu, Hu & Yang, 1960
- Atympanophrys gigantica (Liu, Hu & Yang, 1960)
- Xenophrys gigantica (Liu, Hu & Yang, 1960)

Statut de conservation UICN

 VU B1ab(iii)+2ab(iii) : Vulnérable
Megophrys gigantica est une espèce d'amphibiens de la famille des Megophryidae.

## Répartition
Cette espèce est endémique du Sud-Ouest de la province du Yunnan en République populaire de Chine. elle se rencontre entre 1 400 et 2 400 m d'altitude dans les xians de Jingdong et de Yongde,.

## Publication originale
- Liu, Hu & Yang, 1960 : Amphibia of Yunnan collected in 1958. Acta Zoologica Sinica, vol. 12, p. 171-174 (texte intégral).